# Lubartów
Lubartów è una città polacca del distretto di Lubartów nel voivodato di Lublino.
Ricopre una superficie di 13,91 km² e nel 2007 contava 23 010 abitanti.